# Eegah
Eegah ist ein US-amerikanisches Filmdrama von Arch Hall senior aus dem Jahr 1962.

## Handlung
Auf ihrem Heimweg durch die Wüste Kaliforniens trifft die junge Roxy Miller auf einen gigantischen Höhlenmenschen. Sie wird ohnmächtig; nur die Ankunft ihres Freundes Tom Nelson, mit dem sie in der Stadt noch geredet hatte, rettet sie. Sie erzählt ihm und auch ihrem Vater Robert vom Riesen, der wie ein Höhlenmensch aussah. Zwar beteuern beide, dass sie ihr glauben, doch ahnt Roxy, dass beide glauben, sie habe sich getäuscht. Am nächsten Tag fahren sie in die Wüste und finden einen gigantischen Fußabdruck. Robert entschließt sich, nach dem Höhlenmenschen zu suchen, wäre er für ihn als Autor von Abenteuerromanen doch ein geeignetes Sujet. Er lässt sich mit einem Hubschrauber in die Wüste fliegen, wo er eine Nacht auf der Suche nach dem Wesen verbringen will. Während seiner Suche wird er vom Riesen überrascht und in dessen Höhle verschleppt.
Tom und Roxy erfahren, dass der Hubschrauber Robert nicht wie geplant aus der Wüste abholen kann. Kurzerhand fahren sie selbst zum Treffpunkt. Robert jedoch erscheint nicht; beide verbringen die Nacht im Freien und warten. Der Höhlenmensch erscheint von beiden unbemerkt am Rastplatz, sucht jedoch das Weite, als Tom aus Versehen sein Radio einschaltet. Auf der Flucht verliert der Riese seine Keule; Tom und Roxy erkennen so, dass er da war und fliehen. Unterwegs finden sie Roberts Fotoapparat. Tom beginnt mit der Suche nach Robert, wobei Roxy im Wagen zurückbleibt. Der Höhlenmensch entführt sie, nachdem sie bei seinem Anblick ohnmächtig geworden ist.
Roxy erwacht in der Höhle des Giganten, wo sich auch ihr Vater befindet. Eine Flucht ist nicht möglich: Robert hat sich den Arm gebrochen; zudem verschließt der Höhlenmensch, den Robert Eegah nennt, seine Höhle stets mit einem Felsbrocken. Robert und Roxy versuchen, Eegah abzulenken, zeigt er doch Interesse an Roxy. Er gibt ihr Essen und bringt ihr Schwefelwasser aus einer Quelle – das Wasser sieht Robert als Grund für das lange Überleben Eegahs an. Roxy rasiert ihn schließlich und zeigt ihm sein Ebenbild im Spiegel. Sie bringt ihn dazu, mit ihr aus der Höhle zu gehen, wodurch sie Tom auf sich aufmerksam machen kann. Eegah entführt sie, doch heftet sich Tom an ihre Fersen und kann den Riesen mit einem Steinwurf überwältigen. Robert, Tom und Roxy gelingt die Flucht aus der Wüste.
Zurück in der Stadt kann Roxy Eegah nicht vergessen, auch wenn sie die Art ihrer Gefühle dem Riesen gegenüber nicht benennen kann. Sie geht mit ihrem Vater und Tom auf eine Party. Eegah ist unterdessen in die Stadt gekommen und sucht nach Roxy. Er bricht in das Haus der Millers ein und stört später eine Feier, woraufhin die Polizei gerufen wird. Am Ende gelangt Eegah auf die Feier, auf der sich auch Roxy befindet. Er greift sie, wird jedoch von ankommenden Polizisten mit mehreren Schüssen niedergestreckt und fällt tot in den Swimmingpool.

## Produktion
Eegah wurde mit dem Budget von rund 15.000 Dollar gedreht, hatte Arch Hall senior durch zuvor mit seinem Film Wild Guitar sehr viel Geld verloren. Hall senior verkaufte unter anderem sein Auto, um den Film realisieren zu können; die Darsteller erhielten für ihre Arbeit nur eine geringe Bezahlung. Regisseur Arch Hall senior fungierte in Eegah auch als Drehbuchautor und Hauptdarsteller und besetzte seinen Sohn Arch Hall junior in der Hauptrolle des Tom Nelson. Arch Hall junior war auch als Musiker aktiv und singt im Film die Lieder Vicky, Valerie und Nobody Lives on the Brownsville Road (als Arch Hall Jr. and the Archers). Eegah war der erste Kinofilm, in dem Richard Kiel eine Hauptrolle innehatte. Die Dreharbeiten fanden unter anderem im kalifornischen Palm Springs, im benachbarten Palm Desert sowie im Bronson Canyon bei Los Angeles statt. 
Eegah lief unter anderem am 8. Juni 1962 in Atlanta in den Kinos an. Der Film wurde ein großer Erfolg und spielte bis 1978 mehr als eine Million Dollar ein. Die Comedy-Fernsehreihe Mystery Science Theater 3000 (MST3K) stellte den Film am 28. August 1993 vor, wobei er im Stil der Reihe humoristisch kommentiert wurde.

## Kritik
Richard Kiel spiele Eegah mit „leerer Ausdruckslosigkeit“, stellte The Official Razzie Movie Guide fest. Der Film versammle „schreckliche Schauspielerei, schlechten Ton, eine lahme Handlung und grauenhafte Schnitte“, fasste Richard Crouse zusammen.